# Festival de Cine Europeo en Colombia
El Festival de Cine Europeo en Colombia (abreviado Eurocine Colombia)  fue creado en 1994 como un espacio alterno de exhibición de películas originarias de Europa, cuyas imágenes representativas de la cultura y los ideales, servirían como punto de encuentro del público colombiano con la idiosincrasia de los diferentes países que forman parte del continente europeo. 
Este evento se ha mantenido por dieciséis años desde 2011 llega en un proceso de reestructuración para convertirse en la organización de mayor relevancia para el cine europeo en Colombia.

## Historia
En 1995 tuvo lugar el primer Festival Eurocine en Colombia en el que estuvieron invitadas delegaciones de Austria, Bélgica, España, Francia, Holanda, Italia, entre otras. El festival buscaba ser una alternativa para la cartelera de la época en la que predominaba el cine comercial. Con el paso de los años el festival se ha consolidado al ser un proyecto autosostenible y de gran acogida por parte del público. El año pasado, en 2013, películas como “Calle Mayor” de España, “Café Regular, Cairo” de Egipto, “El Molino y la Cruz” de Polonia-Suecia, “L’arrivo Di Wang” de Italia y “De Storm” de Países Bajos estuvieron dentro de la muestra europea. Este último, Países Bajos, fue el país invitado de honor.
La imagen oficial de Eurocine 2014 (año en el que cumplió 20 años) fue diseñada por el artista bogotano Santiago Ayerbe, quien utilizó la técnica de ilustración a través del dibujo en tinta china y marcadores. El color se obtuvo con aguadas de acrílicos y ecolines.